# Xinzhou, Anhui
Xinzhou (kinesiska: 新洲) är en socken i östra Kina. Den ligger i stadsdistriktet Yingjiang i staden Anqing i provinsen Anhui, omkring 150 kilometer söder om provinshuvudstaden Hefei. Antalet invånare är 7348. Befolkningen består av 3 632 kvinnor och 3 716 män. Barn under 15 år utgör 8,0 %, vuxna 15-64 år 74 %, och äldre över 65 år 16,0 %.